# إليانور روبنسون
إليانور روبنسون (بالإنجليزية: Eleanor Robinson)‏ هي عداءة المسافات الطويلة بريطانية، ولدت في 20 نوفمبر 1947 في Guisborough ‏ في المملكة المتحدة.